# Juhi Chawla
Juhi Chawla (13 de novembre de 1967) és una actriu, productora de cinema i empresària índia guanyadora del concurs de bellesa Miss India del 1984. Ha guanyat dos premis Filmfare.
Chawla va debutar com a actriu el 1986 amb Sultanat i va rebre el reconeixement públic amb el tràgic romanç Qayamat Se Qayamat Tak (1988), on va guanyar el Premi Filmfare al millor debut femení. Es va consolidar com a actriu principal del cinema hindi protagonitzant papers de Lootere (1993), Aaina (1993), Darr (1993) i Hum Hain Rahi Pyar Ke (1993), per la qual va guanyar el Premi Filmfare a la millor actriu. A més èxit va arribar el 1997 amb pel·lícules com Deewana Mastana (1997), Yes Boss (1997) i Ishq (1997) que van esdevenir èxits comercials.